# O Real
Na filosofia continental, o Real refere-se ao resto da realidade que não pode ser expresso e que ultrapassa o raciocínio. No lacanianismo, é uma categoria impossível devido à sua oposição à expressão e à inconcebibilidade. A Ordem Real é um enlace Borromeano (lalíngua) e existe como um homônimo infinito.
O real em si não tem sentido: não tem verdade para a existência humana. Nos termos de Lacan, é o discurso que “introduz a dimensão da verdade no real."— James DiCenso

## Na geografia humana e psicologia profunda
O Real é a forma inteligível do horizonte de verdade do campo dos objetos que foi revelado. Sendo a Ordem Real do nó Borromeano no Lacanianismo, opõe-se no inconsciente ao Simbólico, que engloba fantasia, sonhos e alucinações. Na psicologia profunda e na geografia humana, o Real pode ser descrito como um espaço negativo, análogo a um buraco negro, um vazio filosófico de sociabilidade e subjetividade, um consenso traumático de intersubjetividade, ou como uma numenalidade absoluta entre significantes. Lewis afirma que o Real pode ser uma presença ou uma substância e cita a afirmação de Derrida de que o real é autenticidade.
A compreensão completa, como em [, por um lado,] a heurística após o período de luto, representa 
 [, por outro lado,] a chegada clara ao espinozismo impossível.— Ian S. Miller
Jacques Lacan define o Real como um plenum, uma natureza além da cultura que se distingue do ôntico. O real lacaniano é uma seção do nó Borromeano: o Imaginário, o Simbólico e o Real; o centro do nó é o sinthoma (mônada – alma).

### A Coisa
Felluga afirma que a Coisa de Bill Brown é conceitualmente próxima do Real, pois é uma espécie de insegurança da relação entre sujeito e objeto que não é nem sujeito nem objeto.

### Discurso do assunto
Um significante mestre (S1) organiza a narrativa (S2): uma forma defensiva de discurso que é uma reação ideológica ao Real: ou seja, explicação mítica, jornada do herói, narrativa, tema, pathos, ethos, enredo, conflito, encerramento. O sujeito real (como id) é reprimido (via afânise) pela superação ideologizante do ego significado imaginário sobre os instintos reais. O discurso narrativo (parole) é uma tentativa de resolver a aporia (langue) Real-Imaginária em relação aos acontecimentos.

#### Discurso psicótico
Felluga afirma que o termo antagonismo de Ernesto Laclau e Chantal Mouffe, como limite social que fica fora da articulação da sociedade, funciona de forma semelhante ao Real.
Hurst afirma que, em princípio, a auto-análise (discurso do analista) pode impedir um analista de retroceder para a posição ideológica do discurso do mestre (isto é, King em The Purloined Letter).
A dificuldade crucial na autoanálise não reside nesses campos, mas na dos fatores emocionais que nos cegam para as forças inconscientes. Que a principal dificuldade é emocional e não intelectual é confirmado pelo fato de que quando os analistas analisam-se eles não têm uma grande vantagem sobre o leigo como seríamos inclinados a acreditar.— Karen Horney

#### O significante fálico e a castração
O inefável e unário significante da falta (falo) costura os impulsos inconscientes a jouissance, unindo dialeticamente a linguagem e o desejo (logos e eros, o apolíneo e dionisíaco).

##### Pulsão
Barthes reflete que a voz interior do sujeito se estrutura em uma tríade de presença (frustração) criada pelo Outro materno, intermitência (ansiedade de castração) pela perda do falo como objeto imaginário tomado pelo pai real, e ausência (privação) que ocorre pela perda do falo do pai imaginário; (o desejo simbólico se separa da necessidade real e se torna uma demanda imaginária).

#### Na neurose
Hurst argumenta que o Real Lacaniano é paralelo ao conceito de différance de Derrida. Lewis afirma que lalíngua é a repetição da arquiescrita que revela o sujeito real através da différance. Guattari afirma que a différance temporal é secretada pela neurose obsessiva.

##### O discurso do histérico
O discurso do histérico é movido pelo Real, onde o objeto a está diante de uma verdade impossível de ser encontrada. Nem a individuação nem a diferenciação podem acontecer na estagnação do Real.
As três categorias de histeria — histeria de conversão, histeria de ansiedade e histeria traumática — têm uma base na alienação, com uma identificação com aqueles sem o falo, e um auto-sacrifício através do deslocamento. Hurst afirma que a histeria libidinal masculina viola a posição esquizo-paranóide do fanatismo masculino ao tentar fazer o Real aparecer, enquanto a histeria libidinal feminina viola o niilismo radical nietzschiano da ironia eterna de Hegel ao resistir à Ordem Simbólica.

###### Discurso artístico
O discurso artístico é um pneuma de neurose-psicose, histeria alucinatória, um microcosmo poético-real do Verdadeiro-Real.
O fantasma de uma oralidade devoradora ou de retorno ao seio materno refere-se a uma mãe que não é nem real, nem imaginária, nem simbólica, mas que é cósmica devir; é um Universo de emergência processual tanto quanto de abolição. Por tudo isso, não estamos no reinado de Imagos universais junguianos ou de entidades mitológicas como Gaia ou Chronos. Os Universos dos quais a boca e o seio são os operadores-refrão constelam-se de forma compósita e heterogenética: constituem eventos singulares.— Félix Guattari
O senso de verdade do artista. [...] ele não quer abrir mão dos pressupostos mais eficazes de sua arte: o fantástico, o mítico, o incerto, o extremo, o sentido do simbólico, a superestimação da pessoa, a fé em algum elemento milagroso do gênio.— Friedrich Nietzsche

#### Sinais do real
O objet petit a é o que cai do sujeito em ansiedade.— Lacan
Esses objetos a tomam forma como consequência de repressões, disfarces, dissociações, fragmentações, projeções, intelectualizações, reduções, deslocamentos, e discussões, que (...) encobrem e apontam para o fato de que o evento traumático não pode ser assimilado (...) O Real (...) aparece como falhas, rupturas e inconsistências causadas pelo tuché.— Andrea Hurst
Tuché é um termo Aristotélico emprestado para descrever o núcleo do encontro traumático do Real e autômato para descrever o processo repetitivo de transferência de simbolização do Real.
O Simbólico introduz um corte no Real no processo de significação: “é o mundo das palavras que cria o mundo das coisas”. Assim, o Real surge como aquilo que está fora da linguagem, tornando-o “aquilo que resiste absolutamente à simbolização”. O logos do Simbólico cria a Ordem do Real; o Real e o kairós dividem o logos, resistem à simbolização e antecipam ser simbolizados.
Os significantes dessa experiência são a jouissance de Lacan, a teoria da alienação de Marx, o numinoso, o trauma psicológico, a transcendência, o sublime ou uma ideologia fraturada; particularmente, pode ser uma narrativa que separa os significantes da busca do desejo consciente (ou seja, da lesão narcisista).

##### Jouissance
Julia Kristeva, particularmente em seu ensaio Powers of Horror de 1980, postula que a abjeção do superego facilita um limite traumático subjetivo entre sujeito e objetos, com o Real, por meio da perda do ego-objeto e da castração da jouissance excedente. Hurst faz referência a Žižek: para qualquer evento que converge para uma Ordem Simbólica colapsada, é um lugar onde antígona se torna a Coisa. O ser-para-a-morte lacaniano é uma pulsão de morte por seu telos (isto é, sublimidade).
Suicídio é realmente concebido como egocídio. (...) se alguém perde esse senso de conexão [com outros egos] (...) o fundamento da interconexão, é descrito como vazio ou nada e, ao mesmo tempo, como um infinito, não-mundo vazio.— Hayao Kawai

##### Irreal vs real
O órgão irreal e inominável chamado lamela (ou libido como um Real (1) antes significava quem era que-simbiótico, pré-edipiano e pré-simbólico) é distinto do Real (2) depois significava o que ser, que um sujeito vivencia nos limites do Imaginário e do Simbólico. Real (1) é uma realidade contínua, inteira que não é dividida pela linguagem, enquanto Real (2) é o espaço da possibilidade de abjeção ser levantada onde quer que haja interferência no caminho do objeto do ego, incluindo a experiência da jouissance excedente que ameaça ultrapassar as fronteiras do sujeito; Kristeva observa que esta experiência “leva o ego de volta à sua fonte”, ou seja, o id. 

##### Somatização
O real é a diferença entre uma luva direita pelo avesso e uma luva esquerda (cf. SXIV: 19/4/67).— Michael Lewis parafraseando Lacan
Malcolm Bowie interpreta o real lacaniano como inefável (ou seja, inquietante).

#### Materialismo histórico
Fredric Jameson interpreta o Real de Lacan através de lentes marxistas-hegelianas como significando a própria história, um sintoma narrativo do evento.

#### No afro-pessimismo
Marriott examina Fanon: o olhar dos brancos e a desumanização dos negros por meio da objetificação, criando um desejo pelo objeto de identidade ausente em indivíduos marginalizados que é destruído por meio de uma significação racista. George afirma que a raça é um objeto, um confronto com a jouissance e a carência. George postula que a história da escravidão nos Estados Unidos e do racismo estão dentro do Real. Crockett faz referência a W. E. B. Du Bois em relação a uma crítica real do Simbólico através de um ponto de vista do ângulo da dupla conscientização.

#### Sinthoma
Na prática, a psicanálise lacaniana deriva o acontecimento olhando para a resistência e a transferência para identificar os mecanismos autômatos da Coisa em si (ou seja, encerramento, repressão e negação) que são utilizados para ler anamorfosicamente onde os significantes estão escondendo o objet petit a, representando o sujeito real.

##### Sujeito como metáfora
O sujeito é sempre o significante ausente, a falta de um significante, “o sujeito é literalmente em seu início a elisão de um significante como tal, o significante ausente na cadeia” ( SVII:224). O sujeito barrado, essência do ser humano do desejo, só pode então existir na barra [do Significante/significado].— Michael Lewis citando Lacan
Normalmente, o estudo do espaço real (isto é, social) é remetido a especialistas e às suas respectivas especialidades — a geógrafos, urbanistas, sociólogos, etc. Quanto ao conhecimento do espaço verdadeiro (isto é, mental), supõe-se que ele caiba na esfera de ação dos matemáticos e filósofos. Aqui temos um erro duplo ou mesmo múltiplo. Para começar, a divisão entre real e verdadeiro serve apenas para evitar qualquer confronto entre prática e teoria, entre experiência vivida e conceitos, de modo que ambos os lados destas dualidades sejam distorcidos desde o início.— Henri Lefebvre
Lacan liga os processos de deslocamento à metonímia e os de condensação à metáfora. (...) o processo de realização do sujeito é paralelo à ação da metáfora que desloca níveis literais de sentido na sua produção de novos sentidos.— James DiCenso
Quando Pascal escreve: "o silêncio eterno desses espaços infinitos me aterroriza", ele fala como um incrédulo, não como um crente.— Jean-Paul Sartre
O vazio é o que o sujeito encontra através da interrogação de si mesmo. O sujeito navega existencialmente por um deserto ou oceano interior, metafórico e vazio, não guiado pela metáfora psicanalítica da presença original de Deus. Os filósofos pré-modernos também criaram uma Khôra sem forma, um caos pré-universal e a experiência do horror vacui; essas concepções de um ego não guiado confrontando o vazio da psicanálise informada. Prefigurou o esboço de Lacan de como o sujeito-como-metáfora, mais tarde o analisando, encontra o Real e como essa experiência é programada na análise para dar origem a patologias, particularmente ansiedades e traumas. Na psicanálise, o sujeito aparece ou como transferência, repressão ou como barreira que separa o significante do significado. A experiência subjetiva é uma extensão paradoxal inseparável da experiência do lugar, da paisagem e do corpo, que pode ser transmitida como utopia, distopia ou panteão.
Os filósofos revelam o Real engolindo o ego em um espaço comparativamente desconhecido e desfamiliarizante, e os sentimentos distônicos de confronto do sujeito. O eu geográfico descrito na geografia humana, ou alternativamente o makanthropos descrito por Schopenhauer, sente uma ansiedade cartesiana, uma confusão de certeza na razão, a partir da experiência deste vazio informe.

##### Resistência
Um impasse é a resistência entre o real e o imaginário que afeta a aliança terapêutica, onde o cliente está em desacordo com a Função Transcendente da mente do terapeuta como mediação para a Ordem Simbólica por meio do Significante-como-Deus (ou seja, discrepância). A análise revela o núcleo do Real através da resistência. O ego finito resiste à infinita rede de significantes do inconsciente.

##### Passe
Lacan deu o nome de passe à experiência dualística da incerteza do analisando, sendo eclipsado e desafiado por um confronto subjetivo, que dá lugar a um sentimento de certeza com o Real, por exemplo, na tentação de Cristo ou na desolação dos santos; é “o momento de crise numa cura falante em que toda a subjetividade, o último resíduo imaginário [do ego], todo o amor-próprio desaparece” e é substituído pela resignação do analista.
A agonia de romper as limitações pessoais é a agonia do crescimento espiritual. Arte, literatura, mito e culto, filosofia e disciplinas ascéticas são instrumentos para ajudar o indivíduo a ultrapassar os seus horizontes limitantes em direção a esferas de realização sempre em expansão. (...) Finalmente, a mente rompe a esfera delimitadora do cosmos para uma compreensão de transcender toda experiência da forma — todas as simbolizações, todas as divindades: uma compreensão do vazio inelutável.— Joseph Campbell
Michael Eigen afirma que um paradoxo de fé vem do sujeito-ataca-objeto (como na Resposta de Jung a Jó). O Real, comparado a uma aporia na experiência ou a um buraco negro abrangente da realidade, relaciona-se ao arquétipo junguiano da Mãe Morte, a sombra do arquétipo da Mãe, articulado em A Grande Mãe de Erich Neumann.

###### Deus como o verdadeiro
Lerner afirma que o Deus de Espinoza pode ser interpretado como o real, sendo o atributo do Pensamento o simbólico.
A experiência do vazio é a tentação mística do incrédulo, sua possibilidade de oração, seu momento de plenitude. Nos nossos limites, aparece um Deus, ou algo que lhe serve a vez.— Emil Cioran

## Figuras notáveis
- Louis Althusser
- Alain Badiou
- Georges Bataille
- Simone de Beauvoir
- Maurice Blanchot
- Ray Brassier
- Lorenzo Chiesa
- Sigmund Freud
- Bruce Fink
- Heráclito
- Julia Kristeva
- Philippe Lacoue-Labarthe
- Jean Laplanche
- Serge Leclaire
- Jean-Luc Nancy
- Friedrich Nietzsche
- Parmênides
- Jean-Bertrand Pontalis
- Otto Rank
- Naomi Schor
- Evelyn Underhill